# ماريو سيغل
ماريو سيغل (بالإنجليزية: Mario Arnold Segale)‏ (30 أبريل 1934 - 27 أكتوبر 2018) رجل أعمال أمريكي في سبعينات القرن الماضي قررت شركة نينتندو للألعاب إطلاقة إسمه على أحد ألعابها لانه قام بمساعدتهم وإعطائهم مستودع يملكه. وكان سيغيل أمريكيا من أصول إيطالية حقق نجاحا في قطاع العقارات في ولاية واشنطن.
وفي الثمانينيات من القرن العشرين، أجر ماريو سيغيل مخزنا لشركة «نينتندو أوف أميركا» التي قررت تسمية بطل لعبة الفيديو المشهورة التي تنتجها باسمه. وعلق ماريو على ذلك في صحيفة سياتل تايمز عام 1993 ساخرا: «لا زلت أنتظر عوائد حقوق الملكية الفكرية». وكان الاسم الأصلي للعبة سوبر ماريو «جامب مان» حتى قررت شركة ننتيندو إطلاق اسم شخص على لعبتها الشهيرة.
توفي ماريو سيغيل عن عمر يناهز 84 سنة.